# 伊壁鸠鲁
伊壁鸠鲁（前341年—前270年），古希腊哲学家、伊壁鸠鲁学派的创始人。其成功地发展了阿瑞斯提普斯的享乐主义，并将之与德谟克利特的原子论结合起来。他的学说的主要宗旨就是要达到不受干扰的宁静状态。
伊壁鸠鲁生于公元前341年爱琴海的萨摩斯岛，但父母亲都是雅典人。柏拉图的弟子首先向他传授了哲学。公元前 323 年，亚历山大大帝去世，在随后的政治冲突中，伊壁鸠鲁和家人被迫迁往科洛芬（Colophon ）（今土耳其境内）。在那里，他跟随德谟克利特的学徒瑙西法尼斯（Nausiphanes）继续学习。公元前307年，他开始在雅典建立了一个学派，这个学派在他去世之前一直在雅典活动。传说中该学派坐落于他的住房和庭院内，与外部世界完全隔绝，因此被人称为“花园哲学家”。据说在庭院的入口处有一块告示牌写着：“陌生人，你将在此过着舒适的生活。在这里享乐乃是至善之事。”
伊壁鸠鲁的学说和苏格拉底及柏拉图最大的不同在于，前者强调远离责任和社会活动。伊壁鸠鲁认为，最大的善来自快乐，没有快乐就没有善。快乐包括肉体上的快乐，也包括精神上的快乐。而真正的快乐来自简单的生活，没有恐惧和焦虑。相较之下，追求财富、权力和名声只会带来痛苦和折磨。伊壁鸠鲁区分了動態的快乐和靜態的快乐，前者是指正在滿足一種慾望時產生的快樂（例如享用美食時的快樂），後者則指慾望得到滿足後的平靜之樂（例如飽餐一頓後的快樂），伊壁鸠鲁认为靜態的快乐拥有优先的地位，它是“一种厌足状态中的麻醉般的狂喜”。伊壁鸠鲁又提出，享受平静之乐（ the peace of a tranquil mind）的障碍之一是对死亡的恐惧，且这种恐惧又被宗教信仰加剧：也就是说如果你招致神明的愤怒，你就会在来世受到严惩。但伊壁鸠鲁并不打算通过提出一种不朽的替代状态来对抗这种恐惧，而是试图解释死亡的本质。他首先提出，当我们死去时，我们对自己的死亡毫不知情，因为我们的意识（或我们的灵魂）在死亡时就不复存在。为了解释这一点，伊壁鸠鲁认为整个宇宙要么由原子或者空间组成，这也正是原子论哲学家德谟克利特和留基伯那所主张的。
同时，伊壁鸠鲁强调，在我们考量一个行动是否有趣时，我们必须同时考虑它所带来的副作用。在追求短暂快乐的同时，也必须考虑是否可能获得更大、更持久、更强烈的快乐。他还强调，肉体的快乐大部分是强加于我们的，而精神的快乐则可以被我们所支配，因此交朋友、欣赏艺术等也是一种乐趣。自我的欲望必须节制，平和的心境可以帮助我们忍受痛苦。伊壁鸠鲁認為當人不受任何痛苦折磨、欲望也都得到滿足後，就會進入「毫無紛擾」（Ataraxia）的最高境界。
伊壁鸠鲁相信德谟克利特的原子论，但他并不认为原子的运动受各种自然法则的支配。伊壁鸠鲁否定宗教，否认神是最高的法则制定者，因此也就蔑视必然原则。伊壁鸠鲁悖论是其著名遗产之一。伊壁鸠鲁也同意德谟克利特的有关“灵魂原子”的说法，认为人死后，灵魂原子离肉体而去，四处飞散，因此人死后并没有生命。他说：“死亡和我们没有关系，因为只要我们存在一天，死亡就不会来临，而死亡来临时，我们也不再存在了。”伊壁鸠鲁认为对死亡的恐惧是非理性的，因为对自身死亡的认识只能是对死亡本身的无知。
在他的晚年，伊壁鸠鲁遭受着肾结石、胃病和眼疾等疾病，健康状况时常不佳，经常忍受着巨大的病痛，但他还是活到了 72 岁。他忠于自己的信仰，将生命的最后一天描述为真正快乐的一天。
伊壁鸠鲁的学说并没有发展出科学的传统，但它自由思维的态度和反对迷信的实践，一直得到罗马帝国早期一些上层阶级成员的尊敬。而在今天，“Epicurean”这个词已经具有贬义，用来形容那些只追求感官享乐的人们。